# Gotham (czasopismo)
Gotham – regionalny magazyn publikowany przez Greenspun Media Group w latach 2001–2018 roku, skierowany przede wszystkim do najzamożniejszych mieszkańców Nowego Jorku. Według badań 56% czytelników to mężczyźni, z których 51% pozostaje w związku małżeńskim, a dwie trzecie reprezentuje grupę wiekową 36–60. Gotham był siostrzaną publikacją Hamptons Magazine.
Według wydawców zadaniem Gotham było przedstawianie „najlepszego, co Nowy Jork ma do zaoferowania w dziedzinach sztuki, urody, biznesu, kultury, kuchni, rozrywki, mody, projektowania wnętrz, biżuterii i zegarków, nocnego życia, filantropii, polityki, rynku nieruchomości, sportu i podróży, a także, plotek, społeczności i życia towarzyskiego obszaru metropolitalnego”. Poza tym w magazynie swoje kolumny prowadzili lokalni trendsetterzy. Doroczne wydanie magazynu zatytułowane The List dokumentowało „najlepsze z najlepszych” w Nowym Jorku, od restauracji do zakupów i technologii.
Gotham był publikowany 11 razy w roku, a jego nakład wynosił ok. 70 000 egzemplarzy. Magazyn był dostępny wyłącznie na obszarze Manhattanu. Całoroczna subskrypcja kosztowała 70 dolarów.
W roku 2018 pismo zostało połączone z magazynem Manhattan.